# Sárga Császár
A Sárga Császár (egyszerűsített kínai: 黄帝; hagyományos kínai: 黃帝; pinjin (pinyin) hangsúlyjelekkel: Huángdì) a kínai mitológia egyik legjelentősebb uralkodója és kultúrhérosza. Nem zárható ki, hogy alakját egy késő neolit kori törzsfő inspirálhatta. A hagyományos kronológia szerint i. e. 2697-től i. e. 2597-ig vagy i. e. 2698-tól i. e. 2598-ig uralkodott.
Alakja különösen a Hadakozó fejedelemségek és a korai Han-dinasztia idején vált kiemelkedővé, amikor is a központosított állam egyik korai megteremtőjének, valamint az ezoterikus művészetek pártfogójának tekintették. A hagyomány számos, a civilizáció megteremtéséhez nélkülözhetetlen találmányt, újítást, sőt írásművet is neki tulajdonít. A Sárga Császárt ma általánosan a kínai civilizáció létrehozójának és a kínai nép ősének tekintik.
Vannak azonban olyan, a kínai történelemmel foglalkozó kutatások, melyek megkérdőjelezik valós történelmi szerepét. Azt feltételezik, hogy egyfajta isten vagy istenség lehetett, akit a Hadakozó fejedelemségek idején élt írástudók keltettek életre.

## Történelmi hitelessége
Sze-ma Csien (Sima Qian), a kínai történetírás atyja művében, A történetíró feljegyzéseiben a Sárga Császárt éppúgy hiteles történeti személynek tekintette, mint a többi legendás kultúrhéroszt (pl. Fu-hszi (Fuxi), Nü-va (Nüwa) vagy Jen (Yan) császár). Sőt, monumentális művében a kínai történelmet a Sárga Császár életének leírásával kezdi, s tőle indulva folytatja az uralkodók és uralkodóházak kronologikus bemutatását.
A kínai történelem során a filozófusok, gondolkodók is mind úgy tekintettek alakjára, mint valós történeti személyre. Történetiségét csak 20. században kezdték megkérdőjelezni, például Ku Csie-kang (Gu Jiegang) 顾颉刚 / 顧頡剛 (1893–1980), az „ősiségben kétkedők iskolája” (Ji-ku-paj (Yigupai) 疑古派) elnevezésű tudóscsoport megalapítója az 1920-as években. Ő és a követői azt próbálták bizonyítani, hogy a kínai történelem legkorábbi alakjai és eseményei csupán a mitológia tárgykörébe tartoznak. Azon az állásponton voltak, hogy a Sárga Császár, akárcsak a többi hasonló, hagyományosan történetinek tekintett kultúrhérosz kezdetben egyfajta isten, istenség lehetett, akiket a Hadakozó fejedelemségek idején élt írástudók, tudósok historizáltak. Jang Kuan (Yang Kuan) 杨宽 (1914–2001), kínai ókortörténész példának okáért rámutat arra, hogy a Sárga Császárt csak a Hadakozó fejedelemségek idején kezdték az első kínai uralkodóként leírni. Yang ebből arra a következtetésre jutott, hogy a Sárga Császár alakja nem más, mint a Sang (Shang)-dinasztia legfőbb istenének, Sang-ti (Shangdi)nek egy későbbi változata, átformálása.
Ugyancsak az 1920-as években két francia sinológus, Henri Maspero (1882–1945) és Marcel Granet (1884–1940) kritikai tanulmányokat publikált az ókori kínai mitológia témakörében. Granet az 1926-ban megjelent Danses et légendes de la Chine ancienne („Táncok és legendák az ősi Kínában”) című könyvében például „historizált legendának” nevezi a Sárga Császár történetét.
Ma a legtöbb kutató egyetért abban, hogy a Sárga Császár eredetileg egy istenség lehetett, aki csak jóval később, a kínai írástudók historizációs törekvései nyomán öltött emberi alakot és lett történeti személlyé. Kwang-chih Chang 張光直 (1930–2001) úgy véli, hogy a Sárga Császár, akárcsak a többi kultúrhérosz egy „ősi kínai vallás alakjai”, akiket a Hadakozó fejedelemségek és a Han-dinasztia idején euhemerizáltak. Mark Edward Lewis (1954–), a kínai ókor szakértője a Sárga Császárt egyfajta természetistennek tekinti, míg a Cambridge-i Egyetem professzora, Roel Sterckx legendás kultúrhérosznak nevezi.

## Neve

### Nemzetségneve
A történetíró feljegyzéseiben az áll, hogy a Sárga Császár családneve (hszing (xing) 姓) Kung-szun (Gongsun) 公孫, míg a személyneve (ming (ming) 名) Hszüan-jüan (Xuanyan) 轩辕 / 軒轅 volt. Az utóbbit egyes tudósok úgy magyarázzák, hogy mivel a hszüan (xuan) 轩 / 軒 jelentése: „kocsi”, a jüan (yuan) 辕 / 轅 jelentése pedig „kocsirúd”, elképzelhető, hogy ebben a névben a Sárga Császár egyik hőstettét, nevezetesen a kocsi feltalálását rögzítették. Vannak olyan elméletek is, amelyek kapcsolatot feltételeznek ebben a névben a Sárga Császárról alkotott asztrális képzetekkel, nevezetesen a Sárga Császárt például Wolfgang Münke nagy kocsira emlékeztető csillagképnek képzelte.
Más forrásokban az olvasható, hogy a Sárga Császár a Hszüan-jüan (Xuanyan) 轩辕 / 軒轅 vagy a Ju-hsziung (Youxiong) 有熊 nemzetségből (si (shi) 氏) származott. A 3. századi tudós, Huang-fu Mi (Huangfu Mi) 皇甫謐 (215-282) megjegyzi, hogy a Hszüanjüan (Xuanyan) eredetileg annak a hegynek a neve volt, ahol a Sárga Császár eredetileg élt, és amelyről később ő maga is a nevét kapta. A mandzsu Csing-dinasztia (Qing-dinasztia) idején élt kommentátor, Liang Jü-seng (Liang Yusheng) 梁玉繩 (1745–1819) ezzel szemben azon az állásponton van, hogy épp az említett hegyet nevezték el a Sárga Császár eredeti neve után.
A brit sinológus Herbert Allen Giles (1845–1935) úgy tartja, hogy a Ju-hsziung (Youxiong) (melynek jelentése: „medvével rendelkező”) a Sárga Császár nemzetségének felvett neve lehetett, emellett pedig megjegyzi, hogy a Hszüanjüan (Xuanyan) pedig annak a helynek a neve volt, ahol a Sárga Császár élt. William Nienhauser, A történetíró feljegyzéseinek modern fordítója azon az állásponton van, hogy a Sárga Császár eredetileg annak a ju-hsziung (youxiong) nemzetségnek, törzsnek a főnöke, vezetője lehetett, amely a mai Honan (Henan) tartományban található Hszincseng (Xinzheng) környékén élt.

### A Sárga Császár név
Valamikor a Hadakozó fejedelemségek kései korában a Sárga Császár alakját összekapcsolták a hagyományos öt elem tanával, amely szerint a sárga szín a földdel, a sárkányokkal és az égtájak közül pedig a középpel asszociálható. Ez az elmélet tükröződik a Sze-ma Csien (Sima Qian) által adott névmagyarázatban is, amely szerint „s merthogy a föld elem ómenjével (tu de cse zsuj (tu de zhi rui) 土德之瑞) rendelkezett, elnevezték őt a Sárga Császárnak”.
A már említett Jang Kuan (Yang Kuan), aki amellett érvel, hogy a Sárga Császár nem más, mint egy változata a Sang-dinasztia (Shang-dinasztia) panteonjának legfőbb istenének, Sang-ti (Shangdi)nek, a következőképpen vezeti le a Huang-ti (Huangdi) név eredetét: Sang-ti (Shangdi) 上帝 < Huang Sang-ti (Huang Shangdi) 皇上帝 < Huang-ti (Huangdi) 皇帝 < Huang-ti (Huangdi) 黄帝. A 'sárga' jelentésű huang 黄 írásjegyet a 'felség, felséges' jelentésű huang 皇 írásjegy variánsának tartja, illetve azzal magyarázza, hogy az utóbbi használata egykor tabunak számíthatott, így a hangzásban hozzá közelálló 黄 írásjeggyel helyettesítették.
A történész Mark Edward Lewis egyetért Jang (Yang)gal abban, hogy a 黄 és 皇 gyakorta felcserélhető lehetett, de nem ért egyet azzal az állításával, hogy a 'sárga' jelentésű huang jelent volna meg először. Szerinte ugyanis a huanghoz 黄 fonetikailag közelálló vang (wang) 尪 írásjegy lehetett az eredeti változat, amelynek a jelentése: 'az égetést végző sámán', akik tevékenységének a sang (shang) esőkeltő rituálék során volt jelentős szerepük. Lewis szerint tehát a Sárga Császár nevében szereplő Huang titulus eredetileg „esőkeltő sámánt” vagy „esőkeltő szertartást” jelenthetett. Ezt az álláspontját a Sárga Császár Hadakozó fejedelemségek korából, illetve a korai Han-korból fent maradt mítoszaival igyekszik alátámasztani, miszerint a Sárga Császár az ellenségével, Jen (Yan) Császárral vívott ütközet során az eső és a felhők erejét testesíti meg, míg ellenfele a tüzet és a szárazságot.
Sarah Allan szintén nem ért egyet Jang Kuan (Yang Kuan) elméletével, mert valószínűtlennek tartja, hogy egy ilyen népszerű mítoszban szereplő figura nevének eredete csupán egy esetleges névtabu helyettesítéssel lenne magyarázható. Az ő álláspontja szerint Huang-ti (Huangdi) a korai sang (shang) panteon egy meg nem nevezett alvilágisten, az alvilág (vagy a „Sárga forrás” (huang csüan (huang quan) 黄泉) ura lehetett, Sang-ti (Shangdi), a felső, az égi főisten ellenpárja. A sang (shang) uralkodóinak legendáit és őseit, miután hatalmukat az i. e. 11. században a Csou-dinasztia (Zhou-dinasztia) megdöntötte átértelmezték. Így vált lehetségessé, hogy ezeket a mítoszokat és legendás személyeket Hszia-dinasztia (Xia-dinasztia) néven történetivé tették. A Han-korra pedig, amikor i. e. 100 körül Sze-ma Csien (Sima Qian) összeállította a Sárga Császár egyik első fennmaradt, és legfontosabb legendáját tartalmazó, A történetíró feljegyzései című művét az egykori alvilág ura már szimbolikus kapcsolatban áll a Hszia-dinasztiával (Xia-dinasztiával), amelyet majd az ő leszármazottai alapítanak meg.
Ecsedy Ildikó a Sárga Császár nevének etimológiája kapcsán a következőket írja: „Nevének első fele a Huangho (Huanghe)-folyó nevéből való, melynek völgyében a kínai földművelés megszületett. Nem teljesen pontos a 'sárga' fordítás, hiszen a folyó nevének leírásában inkább az árvíz 'barna' fogalma, a folyó barnássárga vize szerepel. S bár a Huangho (Huanghe) árhullámait a lösz piszkossárgára színezte, a császár nevét kiejtve az alattvalók inkább a császárok aranysárga ünnepi díszruhájára gondoltak.”
Megjegyzendő, hogy a Sárga Császár nevének legkorábbi említésével egy bronzüst feliratán lehet találkozni, amely az i. e. 4 század első feléből származik, és a Csi (Qi) fejedelemség uralkodócsaládjának tulajdonában volt. Michael Puett többek között erre a bizonyítékra hivatkozva állítja, hogy a Sárga Császár alakja és legendája a Hadakozó-fejedelemségek idején, valamikor az i. e. 4. és 3. század között alakulhatott ki.

## Legendája

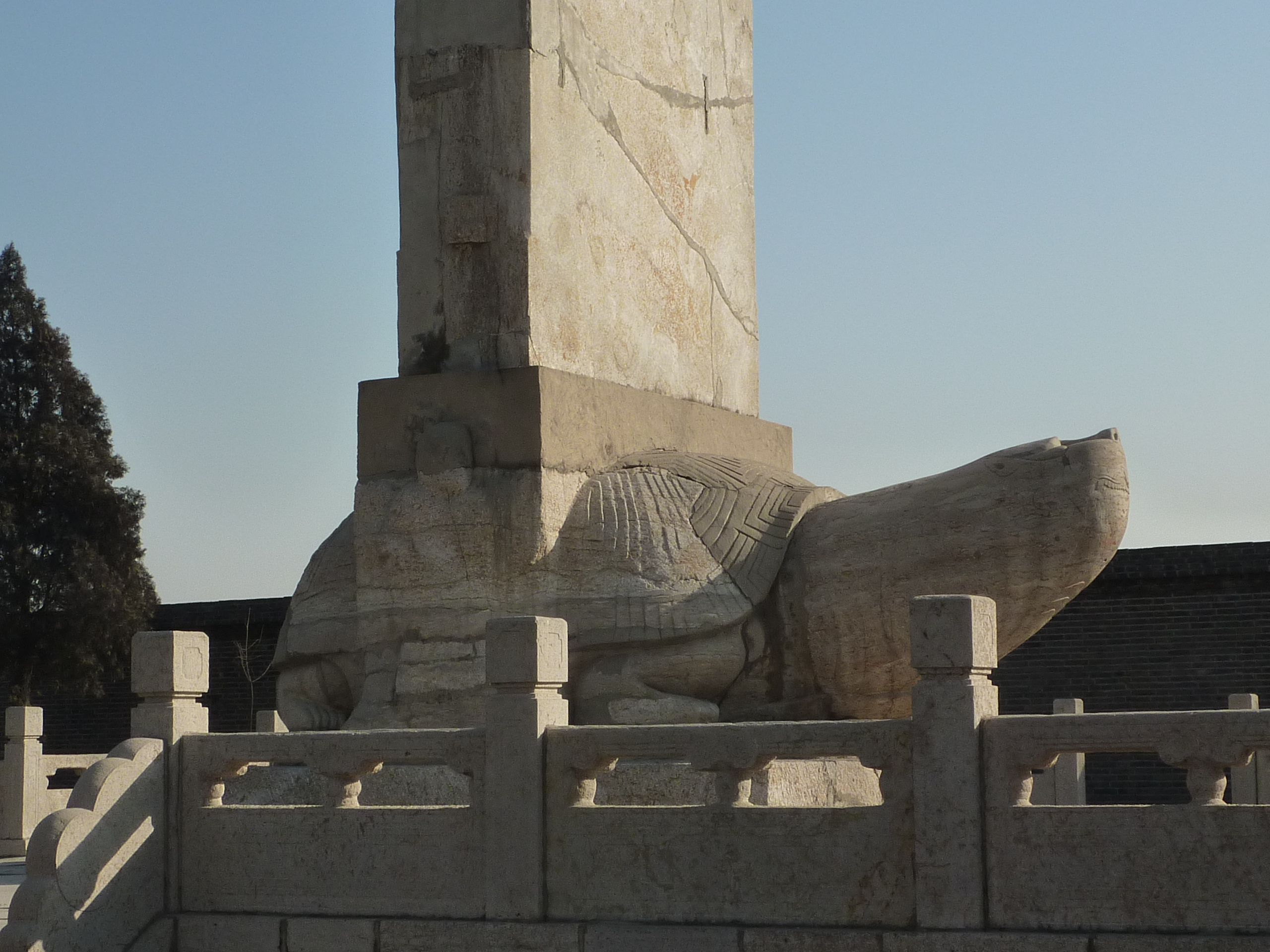
A Sárga Császár születési helyének emlékére állított kősztélé Soucsiu (Shouqiu)ban

### Korai évei
A Sárga Császár legendájának korai kommentátora, Huangfu Mi szerint a Sárga Császár Soucsiu (Shouqiu)ban 寿丘 („Hosszúélet-domb”) született, amely a Santung (Shandong) tartománybeli Csüfu (Qufu) város határában található. Törzsével kezdetben a Csi (Ji) 姬 -folyótól (amely feltehetően a mai Fen 汾 -folyó Sanhszi (Shanxi) tartományban) északnyugatra élhetett, majd később áttelepültek a mai Hopej (Hebei) tartományban található Csuolu (Zhuolu) 涿鹿 / 涿鹿 vidékére. Földművelő lehetett, de emellett több különleges vadállatot is megszelídített: a medvét (hsziung (xiong) 熊), a barna medvét (pi (pi) 罴 / 羆), a pi-hsziu (pixiu)-leopárdot (貔貅), a csu (chu)-párducot (貙) és a tigrist (hu (hu) 虎). Je Su-hszien (Ye Shuxian) 叶舒宪 ez alapján hívja fel a figyelmet arra, hogy a medve alakjának összekapcsolása a Sárga Császár legendájával kapcsolatot mutat más északkelet-ázsiai népek legendáival, különösen a Koreából ismert tangun-legendával.
A Sárga Császár éppúgy egy törzsfő lehetett, mint a vele rivális Jen (Yan) császár, sőt a két törzs etnikai rokonsága sem zárható ki. Mindkét törzs a Sárga-folyó azon vidékén élt, amelyet ma a kínai civilizáció bölcsőjének tekintenek, és olyan társadalmi szerveződésben, amelyet a mai kínai történelemtudomány úgy nevezett „primitív társadalomként” (jüan-si sö-huj (yuanshi shehui) 原始社會) aposztrofál. A legendák szerint egy idő után a két törzs között a területi terjeszkedés, a hatalom megszerzése és a belső rend megszilárdítása miatt a fegyveres konfliktus elkerülhetetlenné vált.

### Találmányai, újításai

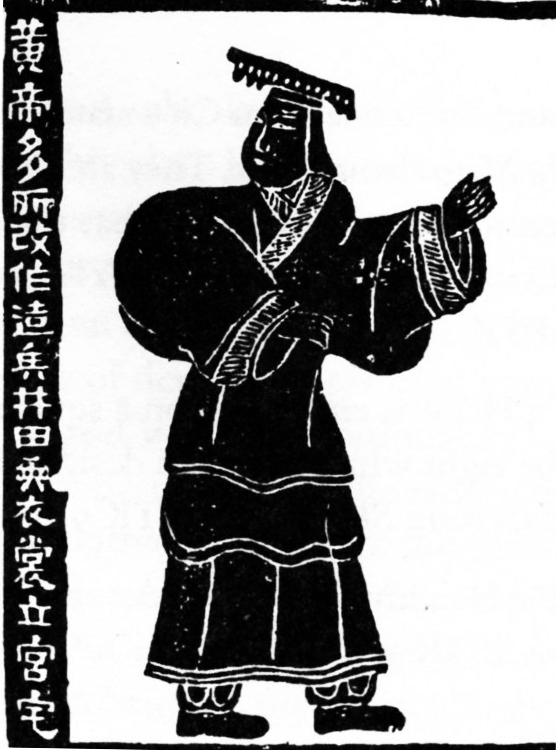
Az i. sz. 2. század közepéről származó síron látható Sárga Császár ábrázolás, amelyen a következő felirat olvasható: "A Sárga Császár megannyi dolgot létrehozott és megváltoztatott; elkészítette a fegyvereket, (kidolgozta) a kútföldek (rendszerét), elkészítette a felső és az alsó ruházatot, palotákat és házakat emelt."

A fennmaradt források, beszámolók tanúsága szerint a Sárga Császár fáradhatatlanul azon munkálkodott, hogy nomád-vadász törzse számára minél könnyebbé, kényelmesebbé tegye az életet, amellyel megvetette nem csupán a földművelés, hanem magának a civilizációnak az alapjait is. Megtanította népének, hogyan kell házat építeni, amely biztonságot nyújtó menedékként szolgálhat, hogyan kell megszelídíteni az állatokat, és hogyan kell megművelni a földeket, és termeszteni a táplálékként szolgáló gabonaféléket. (Ez utóbbit egyes források egy másik kulturhérosznak, az Isteni Földmívesnek, Sen-nung (Shennong)nak tulajdonítják.
A hagyomány a Sárga Császárnak tulajdonítja az uralkodói fejdísz, diadém (kuan-mien (guanmian) 冠冕), a trónterem (kung-si (gongshi) 宮室), az íj és a nyíl, a mozsár, a ruházat, a cipő, az asztronómia, a matematikai műveletek, sőt még a kínai labdarúgás (cu-csü (cuju) 蹴鞠) feltalálását, megalkotását is. Ő tanította meg az embereket harangot és három lábú áldozati bronzüstöt (ting (ding) 鼎) önteni, kutat fúrni, szekeret és csónakot ácsolni. Ő készített először hangszereket, például úgy vélték, hogy csodálatos dobot készített a mennydörgés istenének a bőréből, vagy a jellegzetesen kínai citerát, a ku-csin (guqin)t is ő alkotta meg. A hagyomány az ő nevéhez kapcsolja az Isteni Földmíves, Sen-nung (Shennong) tevékenységének folytatását, a növények gyógyító tulajdonságainak felismerését, a gyógyítás, az orvoslás kezdeteit. A mitológiai hagyomány szerint a Sárga Császár egyik segítő társa Cang-csie (Cangjie) 倉頡 / 仓颉 alkotta meg a kínai írásrendszert, egy másik segítő társa vagy mestere pedig, bizonyos Zsung Csen (Rong Zhen) alkotta meg a naptárt. A Huaj-nan-ce (Huainanzi) című mű szerint a Sárga Császár írta elő először, hogy a férfiak és a nők különböző ruhát viseljenek. Első felesége, Lei-cu (Lei-zu) fedezte fel a selyemhernyó-tenyésztést és a selyemkészítést, a selyemszövést. A Sárga Császár soha nem pihent, hegyoldalakat tisztított meg, hogy növelje a földművelés alá vonható területeket, valamint utakat is épített.
Egyes források szerint a Sárga Császár uralkodása ideje alatt egy ízben ellátogatott a Keleti-tengerhez, ahol találkozott a Paj Cö (Bai Ze) 白泽 / 白澤 nevű mitikus szörnnyel, lénnyel, aki képes emberi nyelven beszélni, és megtanította a Sárga Császárnak 11 522 (vagy 1522) természetfeletti lény megkülönböztetését és felismerését.

### Csatái

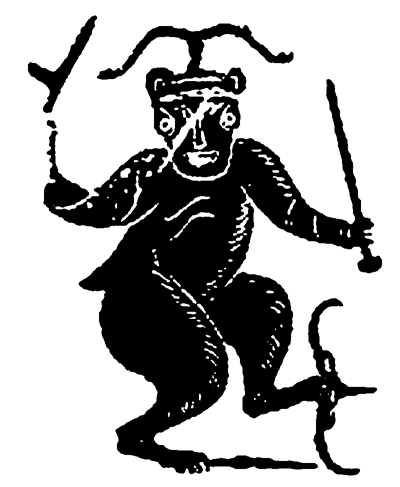
Cse Ju (Chi You), a Sárga Császár legendás ellenfelének ábrázolása egy Han-kori síremlék domborművén.

A Sárga Császár mesterien forgatta a fegyvereket, és elhatározta, hogy megbünteti a nép azon vezetőit, akik nem jelennek meg előtte az adóval. Amikor azok meghallották a szándékát, mindannyian ajándékokkal járultak elébe. Csak Dél kormányzója, a Nap Istene, Jen (Yan) császár nem akart meghajolni a Sárga Császár akarata előtt. Egyes források szerint Jen (Yan) császár a Sárga Császár féltestvére volt. A Sárga Császár ekkor összegyűjtötte a maga idomította tigriseket, medvéket és más fenevadakat, s összecsapott Jen (Yan) császárral Pancsüan (Banquan)nál 阪泉. A hagyományos kínai történetírás erről a csatáról, mint a legelső kínai fegyveres konfliktusról emlékezik meg. A csatából a Sárga Császár került ki győztesen. A kései filozófiai szövegekben ezt a háborút, mint az eső, a víz és a tűz csatája magyarázzák.
Ezt követően a Sárga Császár másik legnagyobb ellenfele a kilenc li (csiu-li (jiuli) 九黎) nevű törzs vezetője, Cse Ju (Chi You) 蚩尤 volt. Egy i. e. 2. századból származó domborművön Cse Ju (Chi You)t félig embernek, félig állatnak ábrázolják, párducfeje van, tigriskarma, a feje fölött pajzs, egyik kezében fejsze, a másikban kard, bal lábával számszeríjon tapos, jobb lábával bárdon. Egyéb lírásokban emberi teste van, bikapatája, négy szeme és hat keze. Cse Ju (Chi You) Jen (Yan) császár leszármazottja volt, aki legyőzve Jen (Yan) császárt elfoglalta a déli földeket, majd pedig háborút indított a Sárga császár ellen. Más változatok szerint azért támadt rá a Sárga Császárra, hogy bosszút álljon Jen (Yan) császárért. Olyan legendák is léteznek, amelyek szerint Cse Ju (Chi You)nak szarva volt, és felöklelte a Sárga Császárt. A Cse Ju (Chi You)val vívott ütközetre a feljegyzések szerint Csolu (Zhuolu)nál 涿鹿 került sor, amely szintén a Sárga Császár Győzelmével végződött, aki megölte a legyőzött Cse Ju (Chi You)t.

### Halála

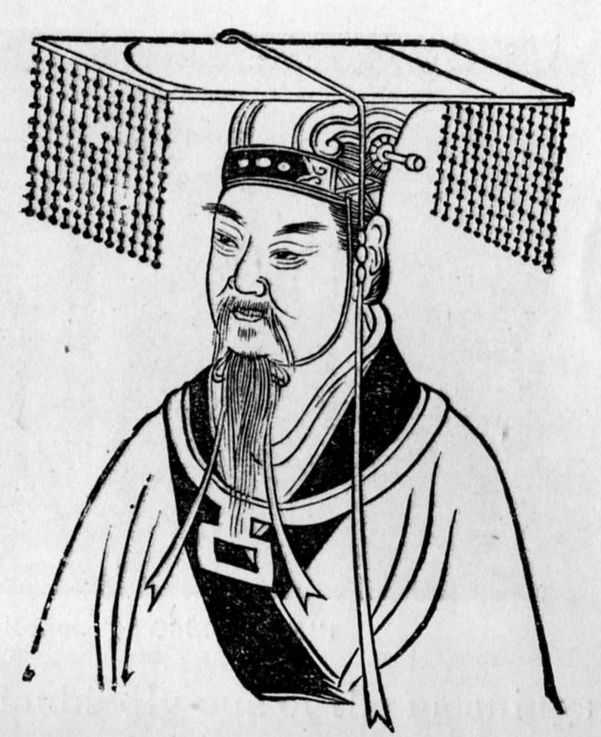
A Sárga Császár

A legendák szerint a Sárga Császár valószínűtlenül magas kort élt meg. Már elmúlt száz esztendős, amikor találkozott a legendás főnixszel (feng-huang (fenghuang)) és az egyszarvúval (csi-lin (qilin)), majd pedig elhunyt. A történetíró feljegyzései szerint a Csiao (Qiao)-hegyen (Csiaosan (Qiaoshan) 橋山) temették el. A mai Senhszi (Shaanxi) tartományban található hegyen egy máig látható mauzóleumot építettek a számára. A jelenleg idegenforgalmi nevezetességként látogatható, téglafallal körülvett, 3,6 méter magas, 48 méter kerületű, ciprusokkal borított sírdombon a Ming-korban egy kősztélét emeltek a következő felirattal: „A Csiao (Qiao)-hegy sárkánylovasa” (Csiaosan lung-jü (Qiaoshan longyu) 橋山龍馭), amely arra a történetre utal, amely szerint a Sárga Császár egy aranysárkány hátán szárnyalva utazott nyugatra (vagy szállt fel az égbe). A Sárga Császárnak további síremlékei találhatók Hopej (Hebei), Honan (Henan) és Kanszu (Gansu) tartományban.

### A taoista legendái
A taoizmus egyik legfontosabb állomása a Han-korban létrejött úgy nevezett Huang-Lao-iskola, amely nevét a Sárga Császártól (Huang-ti (Huangdi)) és Lao-ce (Laozi)től nyerte, akiket alapítójának tekintett. A központja az északi Csi (Qi) 齊 / 齐 tartomány (a mai Santung (Shandong) területére esett, lévén, hogy az itt uralkodó család a Sárga Császártól eredeztette magát.. Az irányzat egyik alapművéül a Huaj-nan-ce (Huainanzi)t választotta, tanításukban pedig a taoista kozmológia és a hatalom világát próbálták összeegyeztetni a Sárga Császár és Lao-ce (Laozi) szimbolikus alakjának felhasználásával.
A halhatatlanságával kapcsolatos közkedvelt és általánosan elterjedt az a taoista elképzelés, amelyet legkorábban alighanem Vang Csung (Wang Zhong) 王充 (kb. 27–100) Mérlegelések (Lun-heng (Lunheng) 《論衡》) című művében és a Huaj-nan-ce (Huainanzi)ben jegyeztek fel. Ezek szerint a Sárga Császár élete végén rezet gyűjtött a Csing (Jing)-hegy (Csingsan (Jingshan)荆山) tövében, amelyből egy háromlábú áldozati bronzüstöt (ting (ding) 鼎). Amikor pedig ezzel elkészült, egy bajuszos sárkány ereszkedett alá az égből, hogy találkozzék a Sárga Császárral. A császár pedig a hátára ült, megkapaszkodott a bajuszában, és elrepült az égbe. A taoista magyarázat szerint ez a bizonyíték a halhatatlanná válására. A Sárga Császár miniszterei és a palotabeliek, összesen több mint hetven ember volt ennek az eseménynek a szemtanúja, akik nyilakkal lőttek a sárkányra, hogy leszállásra kényszerítsék, de eredménytelenül.

### Családja és leszármazottai
A Sárga Császár felmenőiről alig árulnak el valamit a fennmaradt írott források. Sze-ma Csien (Sima Qian) maga is csak annyi információval rendelkezett a szüleiről, hogy az apját Sao-tien (Shaodian)nek, az anyját pedig Fu Pao (Fu Bao)nak hívták. A Sárga Császárnak összesen négy felesége volt. Az első, főfelesége a Hsziling (Xiling)ből származó Lej-cu (Leizu) volt, míg a másik hármat Feng-lej (Fenglei)nek 封嫘, Tung-jü (Tongyu)nek 彤魚 és Mo-mu (Momu)nak 嫫母 hívták. A Sárga Császárnak élete során összesen huszonöt fia született, akik közül csak tizennégyen viselték a családnevét. A legidősebb fiát Sao-hao (Shaohao)nak (vagy Hszüan-hsziao (Xuanxiao)nak 玄囂) hívták, aki a Jangcénél található Csingjang (Qingyang)ban 青阳 / 青阳 telepedett le, a mai Anhuj (Anhui) tartományban. A másodszülött fia, Csang-ji (Changyi) pedig a Zso (Ruo)-folyó (Zso-suj (Ruoshui) 若水) vidékén lakott. A Sárga Császár halálát követően Csang-ji (Changyi) fia, Csuan-hszü (Zhuanxu) örökölte a trónt.
Az alábbiakban A történetíró feljegyzései alapján a Sárga Császár rekonstruálható családfája látható. A sárga szín azokat az utódokat jelzik, akik örökölték a Sárga Császár trónját, a nevek előtt felső indexben lévő számok, pedig az uralkodói öröklési lánc sorrendjét jelzik.
|                            |                            |                            |                            |                            |                            |  |  |                       |                       |                       |                       |                       |                       | (1) Sárga Császár 黃帝 |  |                      |                      |                      |                      |                      |                      |  |  |                               |                               |                               |                               |                               |                               |  |  |                       |                       |                       |                       |                       |                       |  |  |                |                |                |                |                |                |  |  |  |  |  |  |  |  |  |  |  |  |  |  |  |  |  |  |  |  |  |  |  |  |  |  |  |  |  |  |
|                            |                            |                            |                            |                            |                            |  |  |                       |                       |                       |                       |                       |                       |                        |  |                      |                      |                      |                      |                      |                      |  |  |                               |                               |                               |                               |                               |                               |  |  |                       |                       |                       |                       |                       |                       |  |  |                |                |                |                |                |                |  |  |  |  |  |  |  |  |  |  |  |  |  |  |  |  |  |  |  |  |  |  |  |  |  |  |  |  |  |  |
|                            |                            |                            |                            |                            |                            |  |  |                       |                       |                       |                       |                       |                       |                        |  |                      |                      |                      |                      |                      |                      |  |  |                               |                               |                               |                               |                               |                               |  |  |                       |                       |                       |                       |                       |                       |  |  |                |                |                |                |                |                |  |  |  |  |  |  |  |  |  |  |  |  |  |  |  |  |  |  |  |  |  |  |  |  |  |  |  |  |  |  |
| (2) Sao-hao (Shaohao) 少昊 | (2) Sao-hao (Shaohao) 少昊 | (2) Sao-hao (Shaohao) 少昊 | (2) Sao-hao (Shaohao) 少昊 | (2) Sao-hao (Shaohao) 少昊 | (2) Sao-hao (Shaohao) 少昊 |  |  |                       |                       |                       |                       |                       |                       |                        |  |                      |                      |                      |                      |                      |                      |  |  | Csang-ji (Changyi) 昌意       | Csang-ji (Changyi) 昌意       | Csang-ji (Changyi) 昌意       | Csang-ji (Changyi) 昌意       | Csang-ji (Changyi) 昌意       | Csang-ji (Changyi) 昌意       |  |  |                       |                       |                       |                       |                       |                       |  |  |                |                |                |                |                |                |  |  |  |  |  |  |  |  |  |  |  |  |  |  |  |  |  |  |  |  |  |  |  |  |  |  |  |  |  |  |
| (2) Sao-hao (Shaohao) 少昊 | (2) Sao-hao (Shaohao) 少昊 | (2) Sao-hao (Shaohao) 少昊 | (2) Sao-hao (Shaohao) 少昊 | (2) Sao-hao (Shaohao) 少昊 | (2) Sao-hao (Shaohao) 少昊 |  |  |                       |                       |                       |                       |                       |                       |                        |  |                      |                      |                      |                      |                      |                      |  |  | Csang-ji (Changyi) 昌意       | Csang-ji (Changyi) 昌意       | Csang-ji (Changyi) 昌意       | Csang-ji (Changyi) 昌意       | Csang-ji (Changyi) 昌意       | Csang-ji (Changyi) 昌意       |  |  |                       |                       |                       |                       |                       |                       |  |  |                |                |                |                |                |                |  |  |  |  |  |  |  |  |  |  |  |  |  |  |  |  |  |  |  |  |  |  |  |  |  |  |  |  |  |  |
| Csiao-csi (Jiaoji) 蟜極    | Csiao-csi (Jiaoji) 蟜極    | Csiao-csi (Jiaoji) 蟜極    | Csiao-csi (Jiaoji) 蟜極    | Csiao-csi (Jiaoji) 蟜極    | Csiao-csi (Jiaoji) 蟜極    |  |  |                       |                       |                       |                       |                       |                       |                        |  |                      |                      |                      |                      |                      |                      |  |  | (3) Csuan-hszü (Zhuanxu) 顓頊 | (3) Csuan-hszü (Zhuanxu) 顓頊 | (3) Csuan-hszü (Zhuanxu) 顓頊 | (3) Csuan-hszü (Zhuanxu) 顓頊 | (3) Csuan-hszü (Zhuanxu) 顓頊 | (3) Csuan-hszü (Zhuanxu) 顓頊 |  |  |                       |                       |                       |                       |                       |                       |  |  |                |                |                |                |                |                |  |  |  |  |  |  |  |  |  |  |  |  |  |  |  |  |  |  |  |  |  |  |  |  |  |  |  |  |  |  |
| Csiao-csi (Jiaoji) 蟜極    | Csiao-csi (Jiaoji) 蟜極    | Csiao-csi (Jiaoji) 蟜極    | Csiao-csi (Jiaoji) 蟜極    | Csiao-csi (Jiaoji) 蟜極    | Csiao-csi (Jiaoji) 蟜極    |  |  |                       |                       |                       |                       |                       |                       |                        |  |                      |                      |                      |                      |                      |                      |  |  | (3) Csuan-hszü (Zhuanxu) 顓頊 | (3) Csuan-hszü (Zhuanxu) 顓頊 | (3) Csuan-hszü (Zhuanxu) 顓頊 | (3) Csuan-hszü (Zhuanxu) 顓頊 | (3) Csuan-hszü (Zhuanxu) 顓頊 | (3) Csuan-hszü (Zhuanxu) 顓頊 |  |  |                       |                       |                       |                       |                       |                       |  |  |                |                |                |                |                |                |  |  |  |  |  |  |  |  |  |  |  |  |  |  |  |  |  |  |  |  |  |  |  |  |  |  |  |  |  |  |
|                            |                            |                            |                            |                            |                            |  |  |                       |                       |                       |                       |                       |                       |                        |  |                      |                      |                      |                      |                      |                      |  |  |                               |                               |                               |                               |                               |                               |  |  |                       |                       |                       |                       |                       |                       |  |  |                |                |                |                |                |                |  |  |  |  |  |  |  |  |  |  |  |  |  |  |  |  |  |  |  |  |  |  |  |  |  |  |  |  |  |  |
| (4) Ku 嚳                  | (4) Ku 嚳                  | (4) Ku 嚳                  | (4) Ku 嚳                  | (4) Ku 嚳                  | (4) Ku 嚳                  |  |  |                       |                       |                       |                       |                       |                       |                        |  |                      |                      |                      |                      |                      |                      |  |  | Csiung-csan (Qiongchan) 窮蟬  | Csiung-csan (Qiongchan) 窮蟬  | Csiung-csan (Qiongchan) 窮蟬  | Csiung-csan (Qiongchan) 窮蟬  | Csiung-csan (Qiongchan) 窮蟬  | Csiung-csan (Qiongchan) 窮蟬  |  |  |                       |                       |                       |                       |                       |                       |  |  | ismeretlen     | ismeretlen     | ismeretlen     | ismeretlen     | ismeretlen     | ismeretlen     |  |  |  |  |  |  |  |  |  |  |  |  |  |  |  |  |  |  |  |  |  |  |  |  |  |  |  |  |  |  |
| (4) Ku 嚳                  | (4) Ku 嚳                  | (4) Ku 嚳                  | (4) Ku 嚳                  | (4) Ku 嚳                  | (4) Ku 嚳                  |  |  |                       |                       |                       |                       |                       |                       |                        |  |                      |                      |                      |                      |                      |                      |  |  | Csiung-csan (Qiongchan) 窮蟬  | Csiung-csan (Qiongchan) 窮蟬  | Csiung-csan (Qiongchan) 窮蟬  | Csiung-csan (Qiongchan) 窮蟬  | Csiung-csan (Qiongchan) 窮蟬  | Csiung-csan (Qiongchan) 窮蟬  |  |  |                       |                       |                       |                       |                       |                       |  |  | ismeretlen     | ismeretlen     | ismeretlen     | ismeretlen     | ismeretlen     | ismeretlen     |  |  |  |  |  |  |  |  |  |  |  |  |  |  |  |  |  |  |  |  |  |  |  |  |  |  |  |  |  |  |
|                            |                            |                            |                            |                            |                            |  |  |                       |                       |                       |                       |                       |                       |                        |  |                      |                      |                      |                      |                      |                      |  |  |                               |                               |                               |                               |                               |                               |  |  |                       |                       |                       |                       |                       |                       |  |  |                |                |                |                |                |                |  |  |  |  |  |  |  |  |  |  |  |  |  |  |  |  |  |  |  |  |  |  |  |  |  |  |  |  |  |  |
| (5) Cse (Zhi) 挚           | (5) Cse (Zhi) 挚           | (5) Cse (Zhi) 挚           | (5) Cse (Zhi) 挚           | (5) Cse (Zhi) 挚           | (5) Cse (Zhi) 挚           |  |  | (6) Jao (Yao) 堯      | (6) Jao (Yao) 堯      | (6) Jao (Yao) 堯      | (6) Jao (Yao) 堯      | (6) Jao (Yao) 堯      | (6) Jao (Yao) 堯      |                        |  | Hou-csi (Houji) 后稷 | Hou-csi (Houji) 后稷 | Hou-csi (Houji) 后稷 | Hou-csi (Houji) 后稷 | Hou-csi (Houji) 后稷 | Hou-csi (Houji) 后稷 |  |  | Csing-kang (Jingkang) 敬康    | Csing-kang (Jingkang) 敬康    | Csing-kang (Jingkang) 敬康    | Csing-kang (Jingkang) 敬康    | Csing-kang (Jingkang) 敬康    | Csing-kang (Jingkang) 敬康    |  |  |                       |                       |                       |                       |                       |                       |  |  | ismeretlen     | ismeretlen     | ismeretlen     | ismeretlen     | ismeretlen     | ismeretlen     |  |  |  |  |  |  |  |  |  |  |  |  |  |  |  |  |  |  |  |  |  |  |  |  |  |  |  |  |  |  |
| (5) Cse (Zhi) 挚           | (5) Cse (Zhi) 挚           | (5) Cse (Zhi) 挚           | (5) Cse (Zhi) 挚           | (5) Cse (Zhi) 挚           | (5) Cse (Zhi) 挚           |  |  | (6) Jao (Yao) 堯      | (6) Jao (Yao) 堯      | (6) Jao (Yao) 堯      | (6) Jao (Yao) 堯      | (6) Jao (Yao) 堯      | (6) Jao (Yao) 堯      |                        |  | Hou-csi (Houji) 后稷 | Hou-csi (Houji) 后稷 | Hou-csi (Houji) 后稷 | Hou-csi (Houji) 后稷 | Hou-csi (Houji) 后稷 | Hou-csi (Houji) 后稷 |  |  | Csing-kang (Jingkang) 敬康    | Csing-kang (Jingkang) 敬康    | Csing-kang (Jingkang) 敬康    | Csing-kang (Jingkang) 敬康    | Csing-kang (Jingkang) 敬康    | Csing-kang (Jingkang) 敬康    |  |  |                       |                       |                       |                       |                       |                       |  |  | ismeretlen     | ismeretlen     | ismeretlen     | ismeretlen     | ismeretlen     | ismeretlen     |  |  |  |  |  |  |  |  |  |  |  |  |  |  |  |  |  |  |  |  |  |  |  |  |  |  |  |  |  |  |
|                            |                            |                            |                            |                            |                            |  |  |                       |                       |                       |                       |                       |                       |                        |  |                      |                      |                      |                      |                      |                      |  |  |                               |                               |                               |                               |                               |                               |  |  |                       |                       |                       |                       |                       |                       |  |  |                |                |                |                |                |                |  |  |  |  |  |  |  |  |  |  |  |  |  |  |  |  |  |  |  |  |  |  |  |  |  |  |  |  |  |  |
| Tan-csu (Danzhu) 丹朱      | Tan-csu (Danzhu) 丹朱      | Tan-csu (Danzhu) 丹朱      | Tan-csu (Danzhu) 丹朱      | Tan-csu (Danzhu) 丹朱      | Tan-csu (Danzhu) 丹朱      |  |  |                       |                       |                       |                       |                       |                       |                        |  |                      |                      |                      |                      |                      |                      |  |  | Csü-vang (Juwang) 句望        | Csü-vang (Juwang) 句望        | Csü-vang (Juwang) 句望        | Csü-vang (Juwang) 句望        | Csü-vang (Juwang) 句望        | Csü-vang (Juwang) 句望        |  |  |                       |                       |                       |                       |                       |                       |  |  | ismeretlen     | ismeretlen     | ismeretlen     | ismeretlen     | ismeretlen     | ismeretlen     |  |  |  |  |  |  |  |  |  |  |  |  |  |  |  |  |  |  |  |  |  |  |  |  |  |  |  |  |  |  |
| Tan-csu (Danzhu) 丹朱      | Tan-csu (Danzhu) 丹朱      | Tan-csu (Danzhu) 丹朱      | Tan-csu (Danzhu) 丹朱      | Tan-csu (Danzhu) 丹朱      | Tan-csu (Danzhu) 丹朱      |  |  |                       |                       |                       |                       |                       |                       |                        |  |                      |                      |                      |                      |                      |                      |  |  | Csü-vang (Juwang) 句望        | Csü-vang (Juwang) 句望        | Csü-vang (Juwang) 句望        | Csü-vang (Juwang) 句望        | Csü-vang (Juwang) 句望        | Csü-vang (Juwang) 句望        |  |  |                       |                       |                       |                       |                       |                       |  |  | ismeretlen     | ismeretlen     | ismeretlen     | ismeretlen     | ismeretlen     | ismeretlen     |  |  |  |  |  |  |  |  |  |  |  |  |  |  |  |  |  |  |  |  |  |  |  |  |  |  |  |  |  |  |
|                            |                            |                            |                            |                            |                            |  |  |                       |                       |                       |                       |                       |                       |                        |  |                      |                      |                      |                      |                      |                      |  |  | Csiao-niu (Qiaoniu) 橋牛      | Csiao-niu (Qiaoniu) 橋牛      | Csiao-niu (Qiaoniu) 橋牛      | Csiao-niu (Qiaoniu) 橋牛      | Csiao-niu (Qiaoniu) 橋牛      | Csiao-niu (Qiaoniu) 橋牛      |  |  |                       |                       |                       |                       |                       |                       |  |  | Kun (Gun) 鯀   | Kun (Gun) 鯀   | Kun (Gun) 鯀   | Kun (Gun) 鯀   | Kun (Gun) 鯀   | Kun (Gun) 鯀   |  |  |  |  |  |  |  |  |  |  |  |  |  |  |  |  |  |  |  |  |  |  |  |  |  |  |  |  |  |  |
|                            |                            |                            |                            |                            |                            |  |  |                       |                       |                       |                       |                       |                       |                        |  |                      |                      |                      |                      |                      |                      |  |  | Csiao-niu (Qiaoniu) 橋牛      | Csiao-niu (Qiaoniu) 橋牛      | Csiao-niu (Qiaoniu) 橋牛      | Csiao-niu (Qiaoniu) 橋牛      | Csiao-niu (Qiaoniu) 橋牛      | Csiao-niu (Qiaoniu) 橋牛      |  |  |                       |                       |                       |                       |                       |                       |  |  | Kun (Gun) 鯀   | Kun (Gun) 鯀   | Kun (Gun) 鯀   | Kun (Gun) 鯀   | Kun (Gun) 鯀   | Kun (Gun) 鯀   |  |  |  |  |  |  |  |  |  |  |  |  |  |  |  |  |  |  |  |  |  |  |  |  |  |  |  |  |  |  |
|                            |                            |                            |                            |                            |                            |  |  |                       |                       |                       |                       |                       |                       |                        |  |                      |                      |                      |                      |                      |                      |  |  | Ku-szou (Gusou) 瞽叟          | Ku-szou (Gusou) 瞽叟          | Ku-szou (Gusou) 瞽叟          | Ku-szou (Gusou) 瞽叟          | Ku-szou (Gusou) 瞽叟          | Ku-szou (Gusou) 瞽叟          |  |  |                       |                       |                       |                       |                       |                       |  |  | (8) Jü (Yu) 禹 | (8) Jü (Yu) 禹 | (8) Jü (Yu) 禹 | (8) Jü (Yu) 禹 | (8) Jü (Yu) 禹 | (8) Jü (Yu) 禹 |  |  |  |  |  |  |  |  |  |  |  |  |  |  |  |  |  |  |  |  |  |  |  |  |  |  |  |  |  |  |
|                            |                            |                            |                            |                            |                            |  |  |                       |                       |                       |                       |                       |                       |                        |  |                      |                      |                      |                      |                      |                      |  |  | Ku-szou (Gusou) 瞽叟          | Ku-szou (Gusou) 瞽叟          | Ku-szou (Gusou) 瞽叟          | Ku-szou (Gusou) 瞽叟          | Ku-szou (Gusou) 瞽叟          | Ku-szou (Gusou) 瞽叟          |  |  |                       |                       |                       |                       |                       |                       |  |  | (8) Jü (Yu) 禹 | (8) Jü (Yu) 禹 | (8) Jü (Yu) 禹 | (8) Jü (Yu) 禹 | (8) Jü (Yu) 禹 | (8) Jü (Yu) 禹 |  |  |  |  |  |  |  |  |  |  |  |  |  |  |  |  |  |  |  |  |  |  |  |  |  |  |  |  |  |  |
|                            |                            |                            |                            |                            |                            |  |  | O-huang (Ehuang) 娥皇 | O-huang (Ehuang) 娥皇 | O-huang (Ehuang) 娥皇 | O-huang (Ehuang) 娥皇 | O-huang (Ehuang) 娥皇 | O-huang (Ehuang) 娥皇 |                        |  |                      |                      |                      |                      |                      |                      |  |  | (7) Sun (Shun) 舜             | (7) Sun (Shun) 舜             | (7) Sun (Shun) 舜             | (7) Sun (Shun) 舜             | (7) Sun (Shun) 舜             | (7) Sun (Shun) 舜             |  |  | Nü-jing (Nüying) 女英 | Nü-jing (Nüying) 女英 | Nü-jing (Nüying) 女英 | Nü-jing (Nüying) 女英 | Nü-jing (Nüying) 女英 | Nü-jing (Nüying) 女英 |  |  |                |                |                |                |                |                |  |  |  |  |  |  |  |  |  |  |  |  |  |  |  |  |  |  |  |  |  |  |  |  |  |  |  |  |  |  |
|                            |                            |                            |                            |                            |                            |  |  | O-huang (Ehuang) 娥皇 | O-huang (Ehuang) 娥皇 | O-huang (Ehuang) 娥皇 | O-huang (Ehuang) 娥皇 | O-huang (Ehuang) 娥皇 | O-huang (Ehuang) 娥皇 |                        |  |                      |                      |                      |                      |                      |                      |  |  | (7) Sun (Shun) 舜             | (7) Sun (Shun) 舜             | (7) Sun (Shun) 舜             | (7) Sun (Shun) 舜             | (7) Sun (Shun) 舜             | (7) Sun (Shun) 舜             |  |  | Nü-jing (Nüying) 女英 | Nü-jing (Nüying) 女英 | Nü-jing (Nüying) 女英 | Nü-jing (Nüying) 女英 | Nü-jing (Nüying) 女英 | Nü-jing (Nüying) 女英 |  |  |                |                |                |                |                |                |  |  |  |  |  |  |  |  |  |  |  |  |  |  |  |  |  |  |  |  |  |  |  |  |  |  |  |  |  |  |
|                            |                            |                            |                            |                            |                            |  |  |                       |                       |                       |                       |                       |                       |                        |  |                      |                      |                      |                      |                      |                      |  |  |                               |                               |                               |                               |                               |                               |  |  |                       |                       |                       |                       |                       |                       |  |  |                |                |                |                |                |                |  |  |  |  |  |  |  |  |  |  |  |  |  |  |  |  |  |  |  |  |  |  |  |  |  |  |  |  |  |  |
|                            |                            |                            |                            |                            |                            |  |  |                       |                       |                       |                       |                       |                       |                        |  |                      |                      |                      |                      |                      |                      |  |  |                               |                               |                               |                               | Sang-csün (Shangjun) 商均     |                               |  |  |                       |                       |                       |                       |                       |                       |  |  |                |                |                |                |                |                |  |  |  |  |  |  |  |  |  |  |  |  |  |  |  |  |  |  |  |  |  |  |  |  |  |  |  |  |  |  |

A későbbi források szerint számos kínai uralkodóház, dinasztia is a Sárga Császár egyenesági leszármazottjának tekintette magát, és uralkodásuk legitim voltát ráhivatkozva, tőle eredeztették. Ezek voltak:
1. Hszia (Xia)-dinasztia
2. Sang (Shang)-dinasztia
3. Csou (Zhou)-dinasztia
4. Han-dinasztia
5. Cao-Vej (Cao-Wei)-dinasztia
6. Szung (Song)-dinasztia

Egyes történeti művek tanúsága szerint Cao-Vej (Cao-Wei) 曹魏 -dinasztia (220–265) Cao 曹 uralkodócsaládja, Csuan-hszü (Zhuanxu) révén – akitől magukat eredeztették – szintén a Sárga Császár leszármazottainak tekintették magukat. Létezik olyan feljegyzés is, amely szerint a Cao család Sun (Shun) Császártól származik. Ám vannak olyan vélekedések is, hogy ez nem lehetséges, mivel Sun (Shun) Császár leszármazottai a Tien (Tian) 田 családnevet viselték, nem pedig a Caot, és Sun (Shun) családneve pedig Kuj (Gui) 媯 volt.
A Szung-dinasztia harmadik császára, Csen-cung (Zhenzong) 眞宗 (ur. 997–1022) ugyancsak a Sárga Császár leszármazottjának tekintette családját.

## Eredeti forrásszövegek
| A történetíró feljegyzéseiben olvasható Sárga Császár legenda eredeti szövege és magyar fordítása | A történetíró feljegyzéseiben olvasható Sárga Császár legenda eredeti szövege és magyar fordítása |
| --- | ------------------------------------------------------------------------------------------------- |
| 黃帝者，少典之子，姓公孫，名曰軒轅。生而神靈，弱而能言，幼而徇齊，長而敦敏，成而聰明。 A Sárga Császár Sao-tien (Shaodian) fia volt. A családneve Kung-szun (Gongsun), a személyneve pedig Hszüan-jüan (Xuanyuan) volt. Születésekor természetfeletti adottságokkal rendelkezett, már csecsemő korában tudott beszélni, kisfiúként gyors észjárású és egyenes volt. Ifjúként őszinte és értelmes lett, felnőttkorában pedig briliáns elmeélűvé lett. 軒轅之時，神農氏世衰。諸侯相侵伐，暴虐百姓，而神農氏弗能征。於是軒轅乃習用干戈，以征不享，諸侯咸來賓從。而蚩尤最為暴，莫能伐。炎帝欲侵陵諸侯，諸侯咸歸軒轅。軒轅乃修德振兵，治五氣，藝五種，撫萬民，度四方，教熊羆貔貅貙虎，以與炎帝戰於阪泉之野。三戰然後得其志。蚩尤作亂，不用帝命。於是黃帝乃徵師諸侯，與蚩尤戰於涿鹿之野，遂禽殺蚩尤。而諸侯咸尊軒轅為天子，代神農氏，是為黃帝。天下有不順者，黃帝從而征之，平者去之，披山通道，未嘗寧居。 Hszüan-jüan (Xuanyuan) idején, Sen-nung (Shennong) hatalma hanyatlásnak indult. A fejedelmek sorra egymásra rontottak, kegyetlenül sanyargatták a népeket, csakhogy Sen-nung (Shennong) nem volt képes megfékezni őket. Így aztán Hszüan-jüan (Xuanyuan) begyakorolta a fegyverek használatát, hogy megregulázza a rebelliseket. A fejedelmek eljöttek hozzá, és sorra behódoltak. Ám mind közül a legádázabb Cse Ju (Chi You) volt, akit senki sem volt képes legyűrni. Jen-ti (Yandi) le akarta igázni a fejedelmeket, épp ezért a fejedelmek megtértek Hszüan-jüan (Xuanyuan)hoz, aki az erényt ápolta, felfegyverkezett, az öt csi (qi)vel kormányzott, az ötféle gabonát művelte, megbékéltette a népeket, s országa határait mind a négy égtáj felé kiterjesztette. Beidomíttatta a fekete és a barna medvéket, a pi-hsziu (pixiu)-leopárdokat, a csu (chu)-párducokat és a tigriseket, s ezek segítségével vívott meg Jen-ti (Yandi)vel a Pancsüan (Banquan) pusztában, s három ütközetet követően célját meg is valósította. Cse Ju (Chi You) azonban fellázadt és nem volt hajlandó engedelmeskedni a császári parancsnak. Ezért aztán a Sárga Császár hadba hívta a fejedelmeket, s megütköztek Cse Ju (Chi You)val a Csolu (Zhuolu) pusztában, ahol el is fogták és kivégezték őt. A fejedelmek mind egyetértettek abban, hogy ezt követően Hszüan-jüan (Xuanyuan) legyen az Ég Fia, s lépjen Sen-nung (Shennong) helyébe a Sárga Császár néven. Azokat, akik az égalattiban nem voltak hajlandók behódolni, a Sárga Császár üldözőbe vette és megfenyítette, majd pedig miután megbékültek, (életben hagyva őket) távozott. Utakat vágott a hegyeken keresztül, és soha meg nem pihent. 東至于海，登丸山，及岱宗。西至于空桐，登雞頭。南至于江，登熊、湘。北逐葷粥，合符釜山，而邑于涿鹿之阿。遷徙往來無常處，以師兵為營衛。官名皆以雲命，為雲師。置左右大監，監于萬國。萬國和，而鬼神山川封禪與為多焉。獲寶鼎，迎日推筴。舉風后、力牧、常先、大鴻以治民。順天地之紀，幽明之占，死生之說，存亡之難。時播百穀草木，淳化鳥獸蟲蛾，旁羅日月星辰水波土石金玉，勞勤心力耳目，節用水火材物。有土德之瑞，故號黃帝。 Országát kelet felé kiterjesztette egészen a tengerig, ahol felhágott a Van (Wan)-hegyre és eljutott a Tajcung (Daozong)-hegyig. Nyugaton elérte a Kungtung (Kongtong)-hegyet, ahol is felhágott a Kakasfej-csúcsra. Délen elérte a Jangcét, ahol felhágott a Hsziunghsziang (Xiongxiang)-hegyre. Északon elűzte a hszün-jü (xunyu) (törzset). Egyezséget kötött a Fu-hegyen, és várost alapított Csolu (Zhuolu) lankáin. Folyton-folyvást jött és ment, nem volt állandó székhelye, a serege mindig vele tartott, és körülötte vert tábort. Elrendelte, hogy a hivatalnoki megnevezéseket, hogy a felhők előjelei után nevezzék el. Kinevezte a tízezernyi ország bal és a jobb oldalon álló tanácsadóit és többi főhivatalnokot. A tízezernyi ország így békéssé lett, ő pedig a hegyek és a folyók szellemeinek, isteneinek számos alkalommal bemutatta a feng és a san (shan) áldozati szertartást. Elkészíttetett egy értékes háromlábú bronzüstöt, és kikalkulálta a jövendő eseményeket. Kinevezte Feng Hou (Feng Hou)t, Li Mut, Csang Hszien (Chang Xian)t és Ta Hung (Da Hong)ot, hogy irányítsák a népeket az Ég és a Föld szabályai szerint, a sötét és világos előjeleknek megfelelően, a halálról és az életről szóló útmutatásoknak megfelelően, a megmaradás és a pusztulás nehézségei közepette. A megfelelő időben elvetették, elültették a gabonát, a füveket és a fákat, madarakat, állatokat, rovarok és lepkéket tartottak és neveltek. Feljegyezte a Nap, a Hold, a csillagok (ti. bolygók) és csillagképek, valamint a vizek árapálymozgását, és a föld, a kő, a fém és a jáde (megmunkálásának módját). Sok figyelmet szentelt mindezen megfigyeléseknek, mely során megállapította, hogyan hasznosítható a víz, a tűz, és az egyéb anyagok. S merthogy a föld elem ómenjét viselte, elnevezték őt a Sárga Császárnak. 黃帝二十五子，其得姓者十四人。 A Sárga Császárnak huszonöt fiúgyermeke született, akik közül tizennégyen viselhették a családnevét. 黃帝居于軒轅之丘，而娶于西陵之女，是為嫘祖為黃帝正妃，生二子，其後皆有天下：其一曰玄囂，是為青陽，青陽降居江水；其二曰昌意，降居若水。昌意娶蜀山氏女，曰昌仆，生高陽，高陽有聖德焉。黃帝崩，葬橋山。其孫昌意之子高陽立，是為帝顓頊也。 A Sárga Császár a Hszüan-jüan (Xuanyuan)-hegyen élt, és egy, a nyugati hegységből származó nőt választott első feleségéül, akit Lej-cu (Leizu)nak hívtak, s aki két fiúgyermeket szült neki, akik később mindketten örökül kapták az égalattit. Az elsőszülött fiút Hszüan-hsziao (Xuanxiao)nak, vagy Csin-jang (Qinyang)nak nevezték, s a Csiang (Jiang)-folyónál telepedett le. A fiatalabbik fiát Csang-ji (Changyi)nak nevezték, ő pedig a Zso (Ruo)-folyónál telepedett le. Csang-ji (Changyi) egy, a Su (Shu) hegyeiről származó nőt, név szerint Csang-pu (Changpu)t választotta asszonyául, aki fiúgyermeket szült neki, Kao-jang (Gaoyang)ot. Kao-jang (Gaoyang) pedig szent erényű volt. Amikor a Sárga Császár elhunyt, a Csiao (Qiao)-hegyen temették el. Unokája, Csang-ji (Changyi) fia, Kao-jang (Gaoyang) lépett a helyére a trónon, Csuan-hszü (Zhuanxu) Császár néven. Tokaji Zsolt fordítása |                                                                                                   |

| A Pao-pu-ce (Baopuzi)ben olvasható Sárga Császár legenda eredeti szövege és magyar fordítása | A Pao-pu-ce (Baopuzi)ben olvasható Sárga Császár legenda eredeti szövege és magyar fordítása |
| --- | -------------------------------------------------------------------------------------------- |
| 而俗人聞黃帝以千二百女昇天，便謂黃帝單以此事致長生，而不知黃帝於荊山之下，鼎湖之上，飛九丹成，乃乘龍登天也。黃帝自可有千二百女耳，而非單行之所由也。凡服藥千種，三牲之養，而不知房中之術，亦無所益也。 Amikor az egyszerű emberek azt hallják, hogy Sárga Császár ezerkétszáz nő(vel való szeretkezés) révén emelkedett az Égbe, azt gondolják, hogy a Sárga Császár pusztán ezzel a tevékenységével érte el a hosszú életet, s nem tudják, hogy a Sárga Császár Csing (Jing)-hegy lábánál és a Ting (Ding)-tó partján lepárolta a kilencszeres orvosságot, és (abból fogyasztva) szállott fel egy sárkányra, hogy az Égbe emelkedjék. A Sárga Császárnak valóban lehetett dolga ezerkétszáz nővel, ám ez nem egyedüli oka volt a sikerének. Ugyanakkor szedett orvosságot ezerfélét, a háromféle hússal (ti. hallal, sertéssel és szárnyassal) táplálkozott, ám ha nem ismerte volna jól a hálószoba művészetét, akkor mindennek valóban semmi haszna nem lett volna. Tőkei Ferenc fordítása |                                                                                              |

| A Ku csin csu (Gu jin zhu)ban olvasható Sárga Császár legenda eredeti szövege és magyar fordítása | A Ku csin csu (Gu jin zhu)ban olvasható Sárga Császár legenda eredeti szövege és magyar fordítása |
| --- | ------------------------------------------------------------------------------------------------- |
| 指南車起於黃帝。與蚩尤戰於涿鹿之野，蚩尤作大霧，兵士皆迷，於是作指南車以示四方，遂擒蚩尤。 A délre mutató szekér a Sárga Császártól származik. Amikor Cse Ju (Chi You)val vívott harcot a csolu (zhoulu)i pusztaságban, Cse Ju (Chi You) hatalmas ködöt teremtett, amiben a (Sárga Császár) katonái mind eltévedtek. Ezért készítette hát el a délre mutató szekeret, amivel meghatározták a négy égtájat, s végül elfogták Cse Ju (Chi You)t. Tokaji Zsolt fordítása |                                                                                                   |

## Társadalmi hatása

### A császárkorban
A Sárga Császár alakjának összefonódása a taoizmussal azt eredményezte, hogy a történelem során egyre-másra íródtak azon, leginkább taoista szellemiségben fogant művek, amelyek szerzőségét vagy közvetlenül a Sárga Császárnak tulajdonították, vagy pedig a Sárga Császár vélt párbeszédeit tartalmazza a különböző tanácsadóival a taoizmushoz érintőlegesen vagy szorosan kapcsolódó témákban. A cél természetesen az lehetett, hogy az adott könyvben foglaltak hitelességét alátámasszák, jelentőségét kiemeljék. A fellelhető bibliográfiákban se szeri, se száma az ilyen művekben, melyek java része mára ismeretlen. Az alábbiakban csak néhány, máig fennmaradt ilyen típusú könyv címe olvasható, azt érzékeltetendően, hogy leginkább milyen témákhoz kapcsolták a Sárga Császár személyét.
A hagyományos kínai orvoslás máig alapművének számító gyűjtemény, melynek köteteit, az i. e. 4-1. században állíthatták össze:
- A Sárga Császár belső könyvei (Huang-ti nej-csing (Huangdi neijing) 《黄帝内经》 / 《黃帝內經》)
  - Az egyszerű kérdések (Szu-ven (Suwen) 《素問》)[m 1]
  - Szellemi tengely (Ling-su (Lingshu) 《靈樞》)[m 2]
- A Sárga Császár nyolcvanegy nehéz kérdésének könyve (Huang-ti pa-si-ji nan csing (Huangdi bashiyi nan jing) 《黃帝八十一難經》)[m 3] (Ez a mű az orvosi kánon két kötetéhez íródott kiegészítés, egyfajta kommentár.)

Az 1973-ban, egy i. e. 168-ban lezárt mavangtuj (mawangdui)i 馬王堆 sírból előkerült, addig ismeretlen, selyemre írt gyűjteményben a Huang-Lao taoista iskola szellemében fogant szövegek olvashatók.
- A Sárga Császár négy könyve (Huang-ti sze csing (Huangdi si jing) 《黄帝四经》 / 《黃帝四經》)
  - Állandó törvények (Csing fa (Jing fa) 《經法》), 5000 írásjegy
  - Tíz nagy könyv (Si ta csing (Shi da jing) 《十大經》), 4564 írásjegy
  - Aforizmák (Cseng (Cheng) 《稱》 ), 1600 írásjegy
  - A Tao (Dao) eredete (Tao jüan (Dao yuan) 《道原》), 464 írásjegy

Feltehetően a Tang-dinasztia idején íródott, illetve összeállított két hadtudományos mű, melyek erős taoista hatást mutatnak:
- A Sárga Császár rejtett talizmán könyve (Huang-ti jin-fu csing (Huangdi yinfu jing) 《黃帝陰符經》)[50]
- A Sárga Császárnak a Titokzatos Lányhoz intézett kérdései a hadviselés törvényeiről (Huang-ti ven Hszüan Nü ping-fa (Huangdi wen Xuan Nü bingfa) 《黃帝問玄女兵法》)[51]

A Sárga Császárnak tulajdonítanak továbbá olyan feng-suj (fengshui) témájú és jóskönyveket, mint például:
- A Sárga Császár házépítési könyve (Huang-ti csaj csing (Huangdi zhai jing) 《黃帝宅經》)[52]

és a
- A Sárga (Császár) kalendáriuma (Huang li (Huang li) 《黃曆》 / 《黄历》)[53]

### A Csing-dinasztia végén
Kezdve 1903-ban a radikális újságok, folyóiratok sorra a Sárga Császár vélt születési időpontjához igazítva jelölték a megjelenésük dátumát. A mandzsu-ellenes értelmiség egyes tagjai, mint például Liu Si-pej (Liu Shipei) 刘师培 (1884–1919) azért tartották ezt szükségesnek, hogy ezzel is „megőrizzék a (han) fajt” (pao-csung (baozhong) 保种) úgy a mandzsu elnyomással, mint a külföldi beavatkozással szemben. Csen Tien-hua (Chen Tianhua) (1875–1905), Co Zsung (Zou Rong) (1885–1905) és Csang Ping-lin (Zhang Binglin) (1868–1936) úgy gondolták, hogy honfitársaikból hiányzik a „faji öntudat”, amely hozzájárulhatna ahhoz, hogy a mandzsukat olyan, fajilag gyengébb barbároknak tekintsék, akik alkalmatlanok ara, hogy a han kínaiak felett uralkodjanak. Csen (Chen) széles körben terjesztett röpiratokon hirdette, hogy a „han faj” a Sárga Császár leszármazottainak nagy családja. A Min-pao (Minbao) 民报 („Népújság”) első számának (1905 novemberében) borítóján a Sárga Császár portréja jelent meg, és „a világ első nagy nacionalistájának” nevezték.
Albert Terrien de Lacouperie (1845–1894) francia történész az 1892-ben megjelent, The Western Origin of the Early Chinese Civilization, from 2300 B.C. to 200 A.D. című könyvében, amelyben a kínai civilizáció gyökereinek nyugati eredetének bizonyítására tesz kísérletet, azt állítja, hogy egy 4200 évvel korábban, Mezopotámiából történt elvándorlásban részvevő közösség alapozta meg a kínai kultúrát. Lacouperie „sino-babilonista” elmélete szerint a Sárga Császár egy mezopotámiai törzsi vezető lehetett, aki törzsét i. e. 2300 körül Kínába vezette. Az európai sinológusok gyorsan elutasították a hipotézisét, de 1900-ban két japán történész Sirakava Dzsiró és Kokubu Tanenori figyelmen kívül hagyva az elméletet ért támadó, kritikai észrevételeket, hosszú, összefoglaló tanulmányt közölt Lacouperie álláspontjáról, amely egybe esett a korabeli kínai tudomány azon törekvésével, hogy történetinek tekintsék a legendákat, így az elmélet átmeneti gyökeret vert Kínában. A mandzsu-ellenes kínai értelmiség, akik Kínai nemzeti lényegét (kuo-cuj (guocui) 國粹) kutatták, saját igényeikre formálva adoptálták a „sino-babilonista” elméletet. Csang Pin-lin (Zhang Binglin) például úgy magyarázta a Sárga Császár és Cse Ju (Chi You) küzdelmét, hogy az az újonnan érkezett közösség térnyerésére irányult a helyi közösségek ellen, melynek eredményeképpen az akkori Kína a világ egyik legcivilizáltabb területévé vált.
A Sárga Császár nevében szereplő „sárga” jelentésű huang szó és Lacouperie hipotézise nagy mértékben hozzájárult a „sárga faj” elmélet kialakulásához.

### A 20. századtól napjainkig

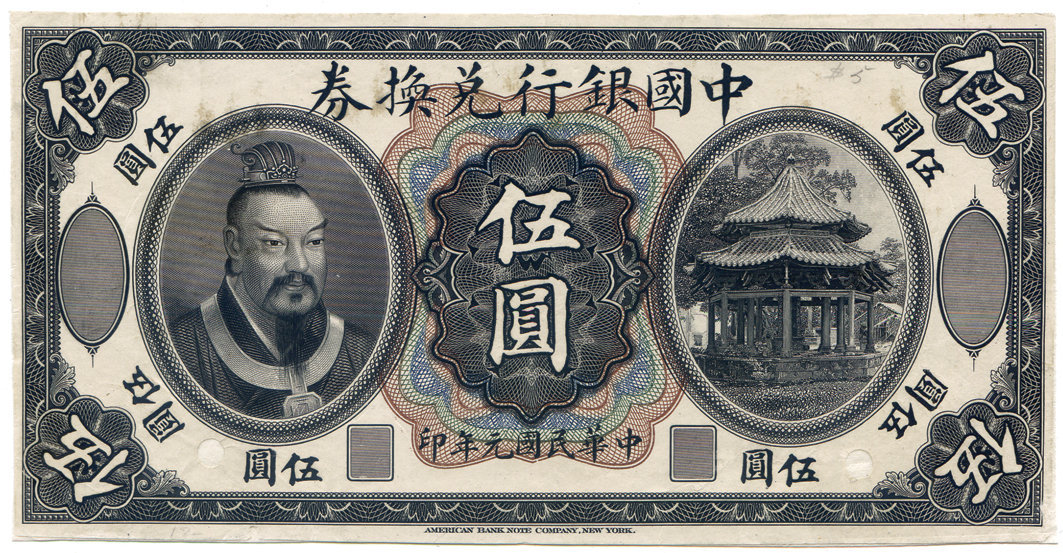
1912. június 1-jén a Kínai Köztársaság kormánya által kibocsátott 5 dolláros bankjegy a Sárga Császár portréjával.

A Sárga Császár alakja a mandzsu Csing (Qing)-dinasztia második felében vált jelentős nemzeti szimbólummá, és ez nem változott a 20. század első felében, a Köztársaság évtizedeiben sem. A Sárga Császárra ekkor is úgy hivatkoztak, mint a kínai nemzet ősatyjára. A kínai császárságot megdöntő 1911-es forradalom után a Sárga Császár iránti tisztelet továbbra is általános volt a kínaiak körében. Az 1912-ben, a köztársasági kormány által újonnan bevezetett bankjegyekre a Sárga Császár képmása került. 1912-ig csupán a han kínaiak ősének tekintették a Sárga Császárt, de az 1912-es alkotmány, amely kinyilvánította az „öt nemzet egységét” (vu cu kung huo (wu zu gong huo) 五族共和), vagyis a hanok, a mandzsuk, a mongolok, a „muzulmánok” és a tibetiek egyenrangúságának eszményét, kiterjesztette a Sárga Császár ősatya státuszát valamennyi, a Kínai Köztársaság területén élő nemzetre. 1911. és 1949. között összesen tizenhat állami szertartást végeztek a Sárga Császárnak, mint „a kínai nemzet alapító ősatyjának” (Csung-hua min-cu si-cu (Zhonghua minzu shizu) 中華民族始祖) tiszteletére, s mindemellett „az emberi civilizációt megalapító ősatyának” (Zsen-ven si-cu (renwen shizu) 人文始祖) is nevezték.
A Sárga Császár kultusza a Kínai Népköztársaság megalakulásától kezdve egészen a Kulturális forradalom végéig tiltva volt. A kultusza azonban az 1980-as évektől kezdve fokozatosan feléledt, és a kínaiak gyakorta „Jen (Yan) és Huang” leszármazottainak nevezték magukat. Például 1984-ben Teng Hsziao-ping (Deng Xiaoping) így érvelt a Kínai Népköztársaság és Tajvan egyesítése mellett: „Tajvan a Sárga Császár leszármazottainak szívében gyökerezik”, 1986-ban pedig a Kínai Népköztársaság kormánya úgy nyilatkozott Taylor Wang (1940–) amerikai–kínai űrhajósról, hogy ő a Sárga Császár első olyan leszármazottja, aki eljutott a világűrbe.
Tajvanon a Kínai Köztársaság megalakulása után 1949-ben Csang Kaj-sek elrendelte, hogy az április 4-én megtartott Verőfény ünnepén (Csing-ming csie (Qingming jie) 清明节 / 清明節) – ami a kínai halottak napja – rója le tiszteletét a tajvani kínai lakosság a Sárga Császár előtt. Annak ellenére, hogy Csang Kaj-sek ily módon hivatalossá tette a Sárga Császár kultuszát, sem ő, sem pedig az őt követő három elnök nem vett részt személyesen a hivatalos ünnepségen. 2009-ben Ma Ying-jeou elnök, amikor személyesen részt vett a szertartáson, kijelentette, hogy a Sárga Császár közös utódja az egész kínai kultúra mind a szárazföldön, mind pedig Tajvanon. Még ugyanebben az évben az akkori alelnök, Lien Csan (Lien Zhan) 連戰 (1936-) és felesége ellátogattak a Kínai Népköztársaságba, felkeresték Jen'an (Yan'an)ban 延安 a Sárga Császár sírját és személyesen rótták le tiszteletüket.

## Hagyományos datálása

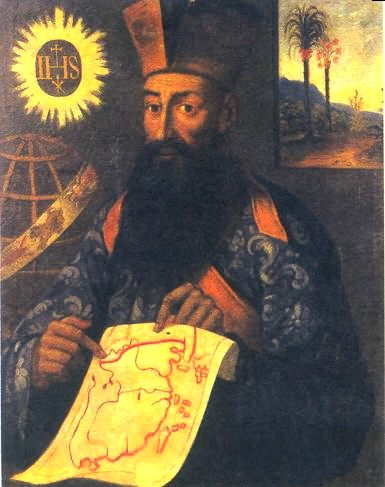
Martino Martini (1614–1661) itáliai jezsuita misszionárius, aki elsőként számolta ki, hogy a Sárga Császár a nyugati naptár szerint i. e. 2697-ben lépett trónra.

A hagyományos kínai időszámítás nem folyamatosan, egy kezdeti évtől kiindulva tartotta számon az éveket, hanem mindig az adott uralkodó trónra lépésétől számítva új „korszakot” kezdtek. A Han-dinasztia idején, Csao (Zhao) császár uralkodása alatt (i. e. 94. – i. e. 74.), i. e. 78-ban egy bizonyos Csang Sou-vang (Zhang Shouwang) 張壽望 kiszámolta, hogy a Sárga Császár korától éppen 6000 év telt el. A császári udvar azonban elvetette a naptárreform ilyetén felvetését, mert azon az állásponton voltak, hogy csak 3629 év telt el. A Julianus-naptár szerint ez azt jelentené, hogy a Sárga Császár valamikor az i. e. 38. században, nem pedig az i. e. 27. században élt, mint ahogy a jelenleg elfogadott kalkulációk tartják.
A 17. században, Kínában működő jezsuita misszionáriusok kísérletet tettek arra, hogy a kínai évkönyvek, történeti művek alapján felállítsák a kínai történelem kronológiáját a Julianus-naptárhoz igazítva. Martino Martini (1614–1661) a Sinicae historiae decas prima című művében, amely 1658-ban, Münchenben jelent meg, a Sárga Császár trónra lépését i. e. 2697-re helyezi, azonban a kínai történelmet nem vele kezdi, hanem Fu-hszi (Fuxi) feltételezett uralkodásának első esztendejétől, vagyis i. e. 2952-től. Philippe Couplet's (1623–1693) az 1686-ban megjelent Tabula chronologica monarchiae sinicae („A kínai uralkodók időrendi táblázata” című művében ugyanerre az eredményre jut. A modern kínai történettudomány javarészben elfogadja a Martini-féle korszakolás, annyi különbséggel, hogy a Sárga Császár uralkodásának kezdetét i. e. 2698-ra helyezik, és ezt a dátumot tekintik a hagyományos kínai az időszámítás kezdetének, nem pedig Fu-hszi (Fuxi) trónra lépését.
1903-ban több olyan kiadvány is napvilágot látott, amelyek a Sárga Császár feltételezett születési dátumától kezdve számolták ki és adták meg az aktuális naptári évet. Különféle hírlapok, újságok különböző dátumokat adtak meg. A Csiang-szu (Jiangsu) például az 1905-ös évet 4396-ként tüntette fel, ami azt jelenti, hogy ezek szerint a kínai naptár első éve i. e. 2491. lenne. Ezzel szemben a Min-pao (Minbao) az 1905-ös évet 4603-nak adja meg, így az első év i. e. 2698. Liu Si-pej (Liu Shipei) 劉師培 (1884–1919) azt állította, hogy az 1900-ban történt bokszerlázadásra a Sárga Császár 4611. évében került sor. Vagyis az első év i. e. 2711. Amikor Szun Jat-szen 1912. január 2-án kikiáltotta a Kínai Köztársaságot úgy hivatkozott erre a dátumra, mint a 4609-es esztendő 12. hónapjának 11. napja, vagyis a kezdő dátum ebben az esetben: i. e. 2698. Kínában egészen máig ezt a dátumot tekintik a kínai történelem kezdetének, kronológiákban, időrendi táblázatokban mindig ezt a dátumot tüntetik fel.
Helmer Aslaksen matematikus, aki Szingapúri Nemzeti Egyetemen tanít, és a kínai naptár a kutatási területe, felhívta a figyelmet arra, hogy annak, hogy a kínaiak az i. e. 2698-at tekintik a kezdő évnek az lehet az oka, hogy a Sárga Császár uralkodásának első évét hagyományosan 0. évnek tekintik, illetve úgy vélik, hogy a Sárga Császár i. e. 2698-ban a téli napforduló idején kezdte meg uralkodását, s ez okozza az egy esztendőnyi különbséget a jezsuiták által kiszámolt i. e. 2697-es dátummal kapcsolatban.

### Magyarul
- ↑ Ecsedy 1992:  Ecsedy Ildikó: Kínai császárok és alattvalók. Budapest: Kossuth Könyvkiadó 1992.ISBN 963 09 3604 6
- ↑ Kínai filozófia: Kínai filozófia, Ókor I-III. kötet. Válogatta, fordította, a bevezetéseket és jegyzeteket írta: Tőkei Ferenc. Budapest: Akadémia Kiadó, 1980.  helytelen ISBN kód: 963-05-2357-6
- ↑ Kínai mitológia 1988:  "Kínai mitológia". In Mitológiai enciklopédia II. kötet, 385-456. o. Fordította: Kalmár Éva. Budapest: Gondolat Kiadó, 1988. ISBN 963 282 028 2 II. kötet
- ↑ Kósa-Várnai 2013:  Kósa Gábor – Várnai András (szerk.): Bölcselők az ókori Kínában. Magyar Kína-kutatásért Alapítvány, Budapest 2013. ISBN 978-963-284-374-2
- ↑ Maspero 1978:  Maspero, Henri: Az ókori Kína. Fordította: Csongor Barnabás. Budapest: Gondolat Kiadó, 1978. ISBN 963 280 595 X
- ↑ Polonyi 2002:  Polonyi Péter: Kína. Panoráma Országkalauzok. Panoráma, Budapest 2002. ISBN 963 243 799 3
- ↑ Robinet 2006:  Isabelle Robinet: A taoizmus kialakulása és fejlődése. Arany Hegy Alapítvány, Budapest 2006. ISBN 963 229 346 0
- ↑ Tokaji 2002:  Tokaji Zsolt: Kínai jelképtár. Budapest: Szukits Könyvkiadó, 2002. ISBN 963 9393 27 4
- ↑ Tokaji 2010:  A Sárga Császár belső könyvei. Egyszerű kérdések. A hagyományos kínai orvoslás és természetfilozófia legrégebbi kézikönyvének teljes fordítása (ford., jegyz., előszó: Tokaji Zsolt). Fapadoskonyv.hu, Budapest 2010. ISBN 9789633291894
- A Sárga Császár belső könyvei. Egyszerű kérdések. Szemelvények; ford., vál. Tokaji Zsolt; Fapadoskonyv.hu, Bp., 2011
- A Sárga Császár belső könyve. Spirituális tengely; ford. Szarka Péter; Doktormadarak, Vác, 2011
- ↑ Tokaji 2012a:  A Sárga Császár belső könyvei – Szellemi tengely (ford., jegyz., előszó: Tokaji Zsolt). Fapadoskonyv.hu, Budapest 2012. ISBN 9789633440544
- ↑ Tokaji 2012b:  Nehéz kérdések. A Sárga Császár nyolcvanegy nehéz kérdésének könyve. A hagyományos kínai orvoslás klasszikus kézikönyve (ford., jegyz., előszó: Tokaji Zsolt). Fapadoskonyv.hu, Budapest 2012. ISBN 9789633440636
- ↑ Tőkei 1998:  Tőkei Ferenc – Vámos Péter: A szeretkezés kínai tankönyveiből. Történelem és kultúra 16. Válogatta és bevezetéssel ellátta Tőkei Ferenc, Fordította Tőkei Ferenc és Vámos Péter. Orientalisztikai Munkaközösség – Balassi Kiadó, Budapest 1998. ISBN 963 506 241 9
- ↑ Vasziljev 1977:  Vasziljev, L. Sz.: Kultuszok, vallások és hagyományok Kínában. Budapest: Gondolat Kiadó, 1977. ISBN 963 280 475 9

### Idegen nyelven
- ↑ Allan 1991:  Allan, Sarah, The Shape of the Turtle, Albany, NY: SUNY Press 1991, ISBN 0-7914-0460-9
- ↑ Chang 1983:  Chang, K.C. 張光直, Art, Myth, and Ritual: The Path to Political Authority in Ancient China, Cambridge, MA: Harvard University Press 1983, ISBN 0-674-04807-5, 0-674-04808-3.
- ↑ Dai-Gong 2003:  Dai Yi 戴逸; Gong Shuduo 龔書鐸 (szerk.), Zhongguo tongshi: xuesheng caitu ban 中國通史––學生彩圖版 ["Kína átfogó története: illusztrált kiadás diákoknak"], 1. köt., Shiqian, Xia, Shang, Xizhou 史前 夏 商 西周 ["Történelem előtt korok Hszia (Xia), Sang (Shang) és Nyugati Csou (Zhou)"] (Javított kiadás), Hong Kong: Zhineng jiaoyu chubanshe 智能敎育出版社 2003.
- ↑ Dikötter 1992:  Dikötter, Frank, The Discourse of Race in Modern China, London: Hurst & Co. 1992. ISBN 1-85065-135-3
- ↑ Ebrey 2003:  Patricia Buckley Ebrey. Women and the family in Chinese history. Volume 2 of Critical Asian scholarship. Psychology Press 2003. ISBN 0-415-28823-1.
- ↑ Ge 2005:  Ge Hong 洪葛, Pao-pu-ce nej-pien (Baopuzi neipian) 抱朴子內篇. Tajvan su-fang csu-pan ju-hszien kung-sze (Taiwan shufang chuban youxian gongsi) 台灣書房出版有限公司. Tajpej (Taipei). ISBN 9867332466
- ↑ Goodman 1998:  Howard L. Goodman. Ts'ao P'i transcendent: the political culture of dynasty-founding in China at the end of the Han. Psychology Press. ISBN 0-9666300-0-9.
- ↑ Hon 2010:  Hon, Tze-ki, "From a Hierarchy in Time to a Hierarchy in Space: The Meanings of Sino-Babylonianism in Early Twentieth-Century China", in Modern China 36 (2): 136–69.
- ↑ Lewis 2009:  Lewis, Mark Edward, "The mythology of early China", in John Lagerwey and Mark Kalinowski, Early Chinese Religion: Part One: Shang through Han, Leiden and Boston: Brill 2009, pp. 543–594, ISBN 978-90-04-16835-0.
- ↑ Liu 1999:  Liu Li, "Who were the ancestors? The origins of Chinese ancestral culture and racial myths", Antiquity 73 (281): 602–613.
- ↑ Mungello 1989:  Mungello, David E., Curious Land: Jesuit Accommodation and the Origins of Sinology, Honolulu: University of Hawai'i Press 1989. ISBN 0-8248-1219-0.
- ↑ Nienhauser 1994:  Nienhauser, William H., Jr. (szerk.), The Grand Scribe's Records, Volume 1: The Basic Annals of Pre-Han China, Bloomington & Indianapolis: Indiana University press 1994, ISBN 0-253-34021-7.
- ↑ Puett 2001:  Puett, Michael, The Ambivalence of Creation: Debates Concerning Innovation and Artifice in Early China, Stanford, CA: Stanford University Press 2001, ISBN 0-8047-3623-5.
- ↑ Sautman 1997:  Sautman, Barry, "Myths of Descent, Racial Nationalism and Ethnic Minorities in the People's Republic of China", in Dikötter, Frank, The Construction of Racial Identities in China and Japan: Historical and Contemporary Perspectives, Honolulu: University of Hawai'i Press 1997, pp. 75–95, ISBN 962-209-443-0.
- ↑ Sterckx 2002:  Sterckx, Roel, The Animal and the Daemon in Early China, Albany, NY: SUNY Press 2002, ISBN 0-7914-5269-7, 0-7914-5270-0.
- ↑ Veith 2002:  Veith, Ilza, The Yellow Emperor's Classic of Internal Medicine, With a New Foreword by Ken Rose, Berkeley and Los Angeles: University of California Press 2002, ISBN 0-520-22936-3.
- ↑ Wang 1997:  Vang Csung-fu (Wang Zhongfu) 王仲孚, Csung-kuo ven-hua si (Zhongguo wenhua shi) 中國文化史 ["A kínai kultúra története"], Vunan tu-su csu-pan csü-fen ju-hszien kung-sze (Wunan tushu chuban gufen youxian gongsi) 五南圖書出版股份有限公司 1997, ISBN 978-957-11-1427-9, 9571114278.
- ↑ Wilkinson 2000:  Wilkinson, Endymion, Chinese History: A Manual. Revised and enlarged, Cambridge (MA) and London: Harvard University Asia Center 2000. ISBN 0-674-00247-4.
- ↑ Ye 2007:  Je Su-hszien (Ye Shuxian) 叶舒宪, Hsziung teng (Xiong tuteng): Csung-hua cu-hszien sen-hua tan-jüan (Zhonghua zuxian shenhua tanyuan) 熊图腾：中华祖先神话探源 ["A medve-totem: a kínai eredetmítoszok keletkezése"], Sanghaj (Shanghai): Sanghaj ven-ji csu-pan-sö (Shanghai wenyi chubanshe) 上海文艺出版社 2007, ISBN 978-7-80685-826-4.

## Fordítás
- Ez a szócikk részben vagy egészben  a   Yellow Emperor című angol Wikipédia-szócikk ezen változatának fordításán alapul.  Az eredeti cikk szerkesztőit annak laptörténete sorolja fel. Ez a jelzés csupán a megfogalmazás eredetét és a szerzői jogokat jelzi, nem szolgál a cikkben szereplő információk forrásmegjelöléseként.
- Ez a szócikk részben vagy egészben  a(z)   黄帝 című kínai Wikipédia-szócikk ezen változatának fordításán alapul.  Az eredeti cikk szerkesztőit annak laptörténete sorolja fel. Ez a jelzés csupán a megfogalmazás eredetét és a szerzői jogokat jelzi, nem szolgál a cikkben szereplő információk forrásmegjelöléseként.